# Barbara Giller
Barbara (Basza, Lea) Giller pseud. Irka, Maryla, Miszel, Władka (ur. 19 września 1895 w Pińsku, zm. 6 marca 1981 w Warszawie) – działaczka komunistyczna, instruktor KC KPP i KC MOPR, wykładowca w Centralnej Szkole MBP w Łodzi.

## Życiorys
Córka właściciela miodosytni Joela-Chaima, po ukończeniu rosyjskiej szkoły realnej została prywatną nauczycielką. W latach 1915–1918 należała do młodzieżowej organizacji syjonistycznej, prawdopodobnie „Cyraj-Syjon”. 1921 przeniosła się do Otwocka, gdzie udzielała prywatnych lekcji, a 1922–1925 była gospodynią w sanatorium dla chorych na płuca. Zwolniona za przekonania komunistyczne. 8 V 1925 wstąpiła do KPP (z którą współpracowała od 1922) w Otwocku, później przeniosła się do Warszawy na Muranów, gdzie została członkiem Komitetu Dzielnicowego (KD) KPP i wydziału robotniczego KPP. Od IV 1926 funkcjonariusz KC KPP, łączniczka sekretariatu KC, potem od I 1927 instruktor KC na Okręg Lublin i Siedlce. 14 VIII 1927 aresztowana w Parczewie i 7 III 1928 skazana w Białej Podlaskiej na 4 lata więzienia; karę odbywała w Białej Podlaskiej, Fordonie, na Pawiaku (tzw. Serbii - kobiecym oddziale Pawiaka) i Łomży. VIII 1931 zwolniona, skierowana jako instruktor KC do pracy w obwodzie węglowym, później od lutego 1932 była instruktorem obwodowym KC MOPR w okręgach Włocławek, Poznań-Pomorze, Warszawa Podmiejska, Zagłębie Dąbrowskie-Górny Śląsk-Kraków. 22 V 1933 aresztowana w Grodźcu na zebraniu KD MOPR i 6 VI 1934 skazana w Sosnowcu na 7 lat więzienia i utratę praw publicznych na 10 lat; po amnestii wyrok skrócono o 1/3. Więziona w Sosnowcu, Katowicach, Rawiczu i Fordonie. 21 IX 1938 zwolniona, już po rozwiązaniu KPP. VIII 1939 wyjechała do Pińska, gdzie pozostała do 1941; była naczelnikiem wydziału personalnego i mistrzem wydziałowym w fabryce zapałek w Pińsku. Członkini komitetu fabrycznego, Komitetu Obwodowego i nieetatowy instruktor MOPR. VI 1941 udała się do obwodu penzeńskiego, gdzie pracowała w Issie w roszarni konopi jako robotnica i pracownik umysłowy. Przewodnicząca Rady Zakładowej i Komitetu Rejonowego MOPR. IX 1944 - V 1945 członek Zarządu Obwodowego ZPP w Penzie. 8 III 1945 wstąpiła do PPR. VII 1945 wróciła do kraju, VIII 1945 została starszym wykładowcą, potem kierownikiem katedry w Centralnej Szkole MBP w Łodzi, od 1947 w Centrum Wyszkolenia MBP w Legionowie. Od I 1949 instruktor Wydziału Szkolenia w KC PZPR – kierownik sektora pracy z organizacjami społecznymi i państwowymi. 10 III 1951 mianowana starszym instruktorem Wydziału Szkolenia KC PZPR - kierownikiem sektora pracy ze szkołami partyjnymi. Wyróżniała się pracowitością i wytrwałością, wykazywała dużą „czujność ideologiczną” - jak wynika z jej charakterystyki w aktach KC PZPR, często przesadną: „Wymagała od swoich współpracowników często zbyt wiele, wysuwała wnioski nie bardzo odpowiadające realnym możliwościom”. Od 1961 na rencie dla zasłużonych. Odznaczona m.in. Orderem Sztandaru Pracy II klasy (5 marca 1954) i Krzyżem Komandorskim Orderu Odrodzenia Polski.